# Mika Newton
Okszana Sztefanyivna Hricaj (ukrán betűkkel: Оксана Стефанівна Грицай; Burstin, 1986. március 5.), művésznevén Mika Newton (Мiка Ньютон) ukrán énekesnő.

## Életrajz
Okszana Hricaj kilencévesen érte el az első sikereit, ekkor kezdett el különféle helyi és nemzetközi énekversenyeken részt venni, amelyeket általában meg is nyert. Első lemezszerződését a 2002-es Fekete-tengeri Játékokon aratott győzelme után kötötte. 2005 és 2008 között három albumot adott ki, ezek közül az egyik angol nyelvű volt. Élete legnagyobb eredményének a londoni Metrophonic stúdióban végzett munkáját tartja, mivel ebben a stúdióban olyan sztárok vették fel előtte dalaikat, mint Enrique Iglesias, Cher vagy Toni Braxton. Azóta már Los Angelesben is járt, mivel világhírű szakemberekkel szeretett volna dolgozni, és lépést akart tartani a zenei tendenciákkal. Walter Afanasieff (Mariah Carey, Michael Jackson és Céline Dion számos dalának szerzője) már két dalt is írt neki.

### 2011-es Eurovíziós Dalfesztivál
Bár Ukrajna Eurovíziós válogatója ezúttal sem volt botrányoktól mentes, 2011. február 26-án Mika Newton nyerte meg az Angel (magyarul: Angyal) című dalával a nemzeti döntőt, ám győzelme után csalással gyanúsították meg. Az ukrán közszolgálati televízió (Persij Kanal) ezért egy újabb nemzeti döntőt rendezett volna az első döntő dobogósaival, Mikával, Zlata Ognevich-csel és Jamalával, azonban a második és a harmadik helyezett is visszalépett a versenyzéstől, nem szerették volna, hogy ezúttal ők keveredjenek gyanúba. Így végül mégiscsak ő képviselte Ukrajnát a 2011-es Eurovíziós Dalfesztiválon Düsseldorfban, ahol Kseniya Simonova homokművésszel, egy 2009-es ukrán tehetségkutató győztesével lépett fel, ahol a döntőben a negyedik helyen végeztek Svédország, Olaszország és a győztes Azerbajdzsán mögött. Érdekesség, hogy az ezévi ukrán válogató már említett második és harmadik helyezettje a következő években kijutott a dalfesztiválra: Zlata 2013-ban a harmadik helyen végzett, míg Jamalának köszönhetően 2016-nan Ukrajna másodszor nyerte meg a dalfesztivált.